# Zachria
Genre
Zachria est un genre d'araignées aranéomorphes de la famille des Sparassidae.

## Distribution
Les espèces de ce genre sont endémiques d'Australie. Elles se rencontrent en Australie-Occidentale et en Nouvelle-Galles du Sud.

## Liste des espèces
Selon World Spider Catalog (version 18.0, 25/01/2017) :
- Zachria flavicoma L. Koch, 1875
- Zachria oblonga L. Koch, 1875

Selon The World Spider Catalog (version 17.5, 2017) :
- †Zachria desiderabilis Petrunkevitch, 1950
- †Zachria peculiata Petrunkevitch, 1946
- †Zachria restincta Petrunkevitch, 1958

## Publication originale
- L. Koch, 1875 : Die Arachniden Australiens. Nürnberg, vol. 1, p. 577-740 (texte intégral).